# Melhor seleção de rugby do mundo pela IRB
O IRB International Team of the Year é um prêmio anual, que se repete desde 2001 e é entregue pela International Rugby Board (IRB) à melhor seleção de rugby durante aquele ano

## Vencedores
- 2001:  - Seleção Australiana de Rugby
- 2002:  - Seleção Francesa de Rugby
- 2003:  - Seleção Inglesa de Rugby
- 2004:  - Seleção Sul-Africana de Rugby
- 2005:  - Seleção Neozelandesa de Rugby
- 2006:  - Seleção Neozelandesa de Rugby
- 2007:  - Seleção Sul-Africana de Rugby
- 2008:  - Seleção Neozelandesa de Rugby
- 2009:  - Seleção Sul-Africana de Rugby
- 2010:  - Seleção Neozelandesa de Rugby
- 2011:  - Seleção Neozelandesa de Rugby